# Ça chauffe pour les souris
 (juillet 2020).
Pour plus de détails, voir Fiche technique et Distribution.
Ça chauffe pour les souris (Mouse-Warming en anglais) est un cartoon américain Looney Tunes de 1952 réalisé par Chuck Jones. 